# كيث بربور
كيث بربور (بالإنجليزية: Keith Barbour)‏ هو مغن مؤلف وملحن أمريكي، ولد في 21 يناير 1941.

## روابط خارجية
- كيث بربور على موقع IMDb (الإنجليزية)
- كيث بربور على موقع قاعدة بيانات الفيلم (الإنجليزية)